# سباستيان رييس
سباستيان رييس (بالإسبانية: Juan Sebastián Reyes Farell)‏ هو لاعب كرة قدم بوليفي، ولد في 12 مارس 1997 في Yacuiba ‏ في بوليفيا. لعب مع نادي خورخي ويلسترمان.

## وصلات خارجية
- سباستيان رييس على موقع قاعدة بيانات كرة القدم.إي يو (الإنجليزية)
- سباستيان رييس على موقع ناشيونال فوتبول تيمز (الإنجليزية)
- سباستيان رييس على موقع Soccerway.com (الإنجليزية)
- سباستيان رييس على موقع عالم كرة القدم.نت (الإنجليزية)